# آرتور کاوینگتون
 آرتور کاوینگتون (انگلیسی: Arthur Covington؛ زاده ۲۱ سپتامبر ۱۹۱۳ درگذشته ۱۷ مارس ۲۰۰۱) یک فیزیک‌دان اهل کانادا بود.